# أسيل (اسم)
أسيل اسم عربي علم مؤنث، وإن كان ترجمتهُ تنطق مُذكراً بأصيل لكن هاهو 
معناه: اللينة، الملساء ، الأملس ، اسيل أسيل الخد  مؤنثه: أسيلة، وسُمي ايضاً فترة الأندلس بضوء ونور البدر ومُفرده سابقاً سولا، سيّلاً وهو مُتفرد وسموا به.

## شخصيات تحمل هذا الاسم
- أسيل عنبتاوي، عالمة فضاء فلسطينية.[1]
- أسيل عمران، مغنية وممثلة سعودية.
- أسيل بنت عبدالرحمن ، سيدة أعمال سعودية وناشطة انسانية في حاصلة على عضوية في مؤسسة صاحب السمو الملكي الامير عبدالاله بن عبدالرحمن بن ناصر ال سعود خيركم ،المملكة العربية السعودية.
- أسيل العوضي، نائبة برلمانية وناشطة سياسية كويتية.
- أسيل الحمد، سيدة أعمال وسائقة سباقات سيارات سعودية.
- أسيل الخريشا، إعلامية أردنية.